# Red Harvest (Band)
Red Harvest war eine Industrial-Metal-Band aus Oslo, Norwegen.

## Geschichte

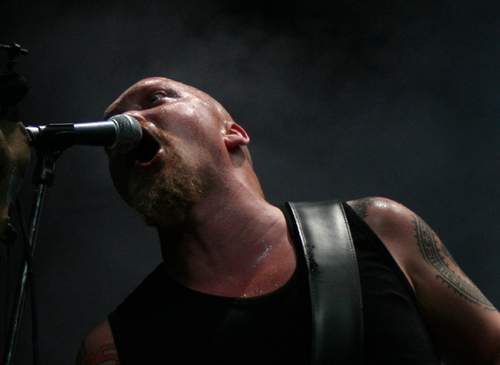
Jim Bergsten live in der Rockefeller Music Hall in Oslo, 24. September 2005

Jimmy Ivan Bergstein (Gitarre, Gesang), Thomas Brandt (Bass) und Schlagzeuger Cato Bekkevold spielten bereits in der Heavy-Metal-Band Arctic Thunder zusammen. Mit dem Einstieg von Jan Nygaard gründen die Bandmitglieder 1989 Red Harvest.
Bereits im Dezember war das erste Demo Occultia fertiggestellt, gefolgt von Psychotica 1990. Ihr Debütalbum Nomindsland erschien 1992 auf Black Mark Production. Zu dieser Zeit spielte die Band traditionellen Thrash Metal. Die anschließende Tour führte sie zusammen mit Cadaver nach England. Bei mehreren Konzerten spielte außerdem die Band Cradle of Filth als Vorgruppe.
1994 erschien auf Voices of Wonder das Album There’s Beauty in the Purity of Sadness. Das dazugehörige Musikvideo von Wounds wurde im norwegischen Fernsehen verboten, MTV USA allerdings strahlten den Clip aus. Nygaard stieg noch im gleichen Jahr aus, ersetzt wurde er durch Ketil Eggum. Außerdem stieg Keyboarder Lars Sorensen ein. Mit der EP The Maztür Nation begann die Band 1995 damit, mehr elektronische Elemente in die Musik aufzunehmen.
1996 wurde Hybreed veröffentlicht. Cato Bekkevold stieg nach Beendigung einer Tour im Vorprogramm von Type O Negative aus, um später für kurze Zeit bei Enslaved und Ashes to Ashes zu spielen. Erik Wroldsen von Trivial Act half als Ersatz aus. 1998 erschien eine weitere EP, danach wechselte die Band zu Nocturnal Art Productions. Dort erschien 1999 das Album Cold Dark Matter mit Fenriz von Darkthrone als Gastmusiker. Ab diesem Album entstand der feste Industrial-Metal-Stil, den die Band bis heute verfolgt. Eine Tour im Vorprogramm von Mayhem und Aeternus führt die Band nach Deutschland.
Cold Dark Matter war das erste Album, das auch in Amerika erschien, wo es von Relapse Records vertrieben wird. Anlässlich des neuen Vertriebsvertrags wird die EP New Rage World Music von 1998 mit Bonustiteln als Album veröffentlicht. Das 2002er-Werk Sick Transit Gloria Mundi brachte Red Harvest eine Nominierung für den Spellemannprisen (das norwegische Äquivalent zum Grammy Award) ein, letztlich konnten sich aber Dimmu Borgir durchsetzen. 2003 erschien eine Split-Single mit Zyklon. Antipax Mundial Total erschien 2003 als Internet-Only-Release.
2004 erschien Internal Punishment Programs. Den US-Vertrieb übernahm Candlelight Records. 2005 wurde mit Season of Mist ein neuer Vertrag geschlossen. Eine Coverversion des Ramones-Lieds Somebody Put Something in My Drink erschien auf einem skandinavischen Tributealbum. A Greater Darkness, das bisher letzte Studioalbum, erschien 2007.
Im Mai 2010 löste sich die Band aus nicht näher genannten Gründen auf.

## Projekte
Die Bandmitglieder von Red Harvest beteiligten sich an mehreren anderen Bands. So spielt Sorensen auch bei Mezzerschmitt zusammen mit Jan Axel „Hellhammer“ Blomberg (Mayhem) und Rune „Blasphemer“ Eriksen (Ex-Mayhem, Ava Inferi). Zusammen mit Eggum und Bergsten betreibt er außerdem das Sideprojekt Dunkel:heit. Thomas Brandt spielte in der Band Walkevören Thrash Metal und für einige Auftritte bei Khold.

## Diskografie
- Ocultica (Demo, 1989)
- Psychotica (Demo, 1990)
- Nomindsland (1992)
- There’s Beauty in the Purity of Sadness (1994)
- The Maztürnation (EP, 1995)
- HyBreed (1996)
- NewRage World Music (EP, 1998)
- Cold Dark Matter (2000)
- New World Rage Music (2001)
- Sick Transit Gloria Mundi (2002)
- Zyklon/Red Harvest (Split, 2003)
- Internal Punishment Programs (2004)
- Harvest Bloody Harvest (DVD, 2006)
- A Greater Darkness (2007)